# Heidi Westphal
Heidi Westphal (ur. 5 lipca 1959 w Gnoien) – niemiecka wioślarka reprezentująca NRD, srebrna medalistka olimpijska i trzykrotna medalistka mistrzostw świata.

## Kariera
Wystąpiła na igrzyskach olimpijskich w Moskwie w 1980, gdzie razem z Cornelią Linse zdobyła srebrny medal w dwójkach podwójnych. W finale uplasowały się o 1,36 sekundy za osadą NRD i o 1,28 sekundy przed osadą Rumunii. Był to jej jedyny start olimpijski. Nie brała udziału w igrzyskach olimpijskich w Los Angeles w 1984, z uwagi na bojkot zawodów przez NRD.
Razem z Cornelią Linse zdobyła też złoto w dwójkach podwójnych na mistrzostwach świata w Bledzie (1979). Następnie zdobywała srebrne medale w czwórkach podwójnych ze sternikiem na mistrzostwach świata w Monachium (1981) i mistrzostwach świata w Lucernie (1982). 
Ukończyła studia ekonomiczne. Po zakończeniu kariery pracowała w Lipsku. 
Odznaczona Orderem Zasługi dla Ojczyzny.